# Jagdgeschwader 131
La Jagdgeschwader 131 (JG 131) (131e escadron de chasseurs) est une unité de chasseurs de la Luftwaffe pendant la Seconde Guerre mondiale.
Active de 1937 à mi-1939, l'unité était dédiée à la suprématie aérienne dans le ciel de l'Europe.

## Opérations
La JG 131 opère sur les chasseurs Heinkel He 50, Arado Ar 65 et Ar 68 ainsi que des Messerschmitt Bf 109B, C et D. (les trois premiers types uniquement pour le I. Gruppe).

## Organisation

### Stab. Gruppe
Formé le 1er novembre 1938 à Döberitz à partir du Stab/JG 132

Le 1er mai 1939, il est renommé Stab/JG 2.
Geschwaderkommodore (Commandant de l'escadron) :
| Début             | Fin          | Grade | Nom                  |
| ----------------- | ------------ | ----- | -------------------- |
| 1er novembre 1938 | 1er mai 1939 | Major | Gerd von Massow (uk) |

### I. Gruppe
Formé le 15 mars 1937 à Jesau à partir d'éléments du JG 132 avec :
- Stab I./JG 131 nouvellement créé
- 1./JG 131 nouvellement créé
- 2./JG 131 nouvellement créé
- 3./JG 131 nouvellement créé (le 1er juillet 1937)

Le 1er novembre 1938, le I./JG 131 est renommé I./JG 130 avec :
- Stab I./JG 131 devient Stab I./JG 130
- 1./JG 131 devient 1./JG 130
- 2./JG 131 devient 2./JG 130
- 3./JG 131 devient 3./JG 130

Reformé le 1er novembre 1938 à Döberitz à partir du I./JG 132 avec :
- Stab I./JG 131 à partir du Stab I./JG 132
- 1./JG 131 à partir du 1./JG 132
- 2./JG 131 à partir du 2./JG 132
- 3./JG 131 à partir du 3./JG 132

Le 1er mai 1939, le I./JG 131 est renommé I./JG 2 avec :
- Stab I./JG 131 devient Stab I./JG 2
- 1./JG 131 devient 1./JG 2
- 2./JG 131 devient 2./JG 2
- 3./JG 131 devient 3./JG 2

Gruppenkommandeure (Commandant de groupe) :
| Début             | Fin               | Grade     | Nom                    |
| ----------------- | ----------------- | --------- | ---------------------- |
| 1er avril 1937    | 1er novembre 1938 | Hauptmann | Bernhard Woldenga (en) |
| 1er novembre 1938 | 1er mai 1939      | Major     | Carl Vieck             |